# Scythropochroa
Scythropochroa is een geslacht van muggen uit de familie van de rouwmuggen (Sciaridae). De wetenschappelijke naam van het geslacht werd voor het eerst geldig gepubliceerd in 1911 door Günther Enderlein.

## Soorten
- Scythropochroa antarctica
- Scythropochroa atrichata
- Scythropochroa atrichoalata
- Scythropochroa cyclophora
- Scythropochroa diversispina
- Scythropochroa exposita
- Scythropochroa gressitti
- Scythropochroa incohata
- Scythropochroa latefurcata
- Scythropochroa leucogaster
- Scythropochroa longinervis
- Scythropochroa longipennis
- Scythropochroa magistrata
- Scythropochroa micropalpa
- Scythropochroa nigricalcar
- Scythropochroa nitida
- Scythropochroa ochrogaster
- Scythropochroa parapectinea
- Scythropochroa paucitrichata
- Scythropochroa pseudoquercicola Shin, Lee & Lee, 2019[1]
- Scythropochroa puripennis
- Scythropochroa quadrispinosa
- Scythropochroa quercicola
- Scythropochroa radialis
- Scythropochroa rhodogaster
- Scythropochroa robusta
- Scythropochroa samoana
- Scythropochroa semitrichata
- Scythropochroa sordidata
- Scythropochroa subfasciata
- Scythropochroa subovopalpi
- Scythropochroa trichoalata
- Scythropochroa trichovenosa
- Scythropochroa trispinosa
- Scythropochroa velata